# Ricaurte (Manabí)
Ricaurte ist eine Ortschaft und eine Parroquia rural („ländliches Kirchspiel“) im Kanton Chone der ecuadorianischen Provinz Manabí. Die Parroquia besitzt eine Fläche von 361,7 km². Die Einwohnerzahl lag im Jahr 2010 bei 7920. Die Parroquia Ricaurte wurde am 20. September 1907 gegründet. Vermutlich wurde die Ortschaft und die Parroquia zu Ehren des südamerikanischen Unabhängigkeitskämpfers Antonio Ricaurte benannt.

## Lage
Die Parroquia Ricaurte liegt in der Cordillera Costanera, etwa 45 km von der Pazifikküste entfernt. Die Wasserscheide zwischen den Einzugsgebieten von Río Chone und Río Daule läuft in Nord-Süd-Richtung durch das Verwaltungsgebiet. Der 51 m hoch gelegene Ort Ricaurte befindet sich 14 km nordnordöstlich des Kantonshauptortes Chone an der E38 (Chone–Santo Domingo de los Colorados).
Die Parroquia Ricaurte grenzt im Osten und im Süden an Chone, im Westen an die Parroquia Boyacá, im Nordwesten an die Parroquia Eloy Alfaro sowie im Norden an die Parroquias Zapallo und Flavio Alfaro (beide im Kanton Flavio Alfaro).